# Luminescentie

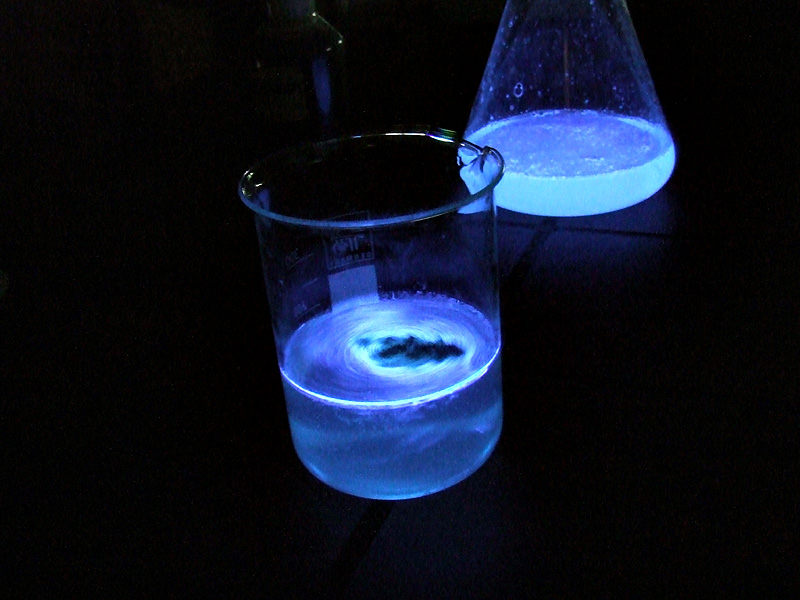
Luminescentie

Als atomen overgaan van een hogere naar een lagere energietoestand, wordt er soms licht uitgestraald. Dit gebeurt wanneer energierijke elektronen vanuit een aangeslagen toestand naar een baan met een lagere energie rond de atoomkern springen. De energie die hierbij vrij komt, wordt door het elektron uitgezonden als een foton, dus als elektromagnetische straling. Afhankelijk van het energieverschil kan het zijn dat de uitgezonden straling binnen het golflengtebereik (ca. 400 nm ... ca. 780 nm) van het voor de mens zichtbare licht ligt. In dat geval spreekt men van luminescentie.

## Soorten
Er zijn verschillende oorzaken waardoor een elektron naar een andere baan kan springen. Voor elke oorzaak heeft men een aparte term voor de bijbehorende vorm van luminescentie. Zo onderscheidt men:
| Soorten luminescentie  | Emissie veroorzaakt door                                               |
| ---------------------- | ---------------------------------------------------------------------- |
| Fluorescentie          | absorptie van een foton, gevolgd door uitzenden van langgolviger foton |
| Fosforescentie         | ongeveer als fluorescentie, maar met langere nalichttijd               |
| Chemoluminescentie     | chemische reactie                                                      |
| Bioluminescentie       | biologisch systeem                                                     |
| Elektroluminescentie   | elektronenoverdracht in een stof: elektrische stroom                   |
| Galvanoluminescentie   | elektrolyse                                                            |
| Sonoluminescentie      | ultrasoon geluid                                                       |
| Piezoluminescentie     | wrijvingslading aan de oppervlakte van kristallen                      |
| Fotoluminescentie      | licht                                                                  |
| Kathodeluminescentie   | β-deeltjes                                                             |
| Anodeluminescentie     | α-deeltjes                                                             |
| Radioluminescentie     | γ-straling of röntgenstraling                                          |
| Triboluminescentie     | kraken/breken van kristallen                                           |
| Cristalloluminescentie | kristallisatie                                                         |
| Lyoluminescentie       | oplossen van kristallen                                                |
| Candoluminescentie     | gloeien                                                                |
| Thermoluminescentie    | milde verwarming                                                       |
| Pyroluminescentie      | metaalatomen in vlammen                                                |

## Beeldscherm
Bij de beeldbuis van een ouderwetse tv, computermonitor of oscilloscoop is het scherm bedekt met een fosforescent (vaak met een anglicisme fosfor genoemd, maar het heeft niets te maken met het chemische element fosfor). Indien een fosforescent met elektronen gebombardeerd wordt, kan er zichtbaar licht ontstaan, en dus een beeld. De hoeveelheid uitgestraald licht heeft te maken met het aantal elektronen waarmee het gebombardeerd wordt, en ook met de snelheid van deze elektronen. Het beste resultaat wordt verkregen door weinig elektronen met veel energie, dus met een grote snelheid.